# Naum (scacchi)
Naum è un motore scacchistico sviluppato da Aleksandar Naumov. Supporta interfacce XBoard e UCI ed è disponibile per sistemi con processore singolo o multiprocessore con Microsoft Windows, Unix-like e Palm OS. Supporta tablebase fino a 5 pezzi. La prima versione, Naum 1.0, è stata distribuita nell'aprile 2004.
Nel marzo 2010 Naum 4.1 occupa la seconda posizione nella maggior parte delle liste di rating dei motori scacchistici (SSDF, CCRL 40/40, CEGT 40/20, WBEC), in tutti i casi dietro Rybka 3.
Naum 2.0 è stato reso disponibile gratuitamente per il download nel settembre 2006: supporta sistemi con processore singolo e un solo core, ed è compatibile con i libri di apertura aggiornati, anch'essi disponibili per il download. Dal giugno del 2006 è disponibile gratuitamente anche Naum 1.8 per Palm OS. Il progetto è comunque stato ufficialmente abbandonato nel 2012, come indica chiaramente la homepage ufficiale. Naumov ha reso disponibile successivamente una patch, sviluppata prima del ritiro ma non distribuita in precedenza, che estende la capacità di calcolo parallelo del motore a 16 thread. Naum dopo il ritiro ha partecipato a competizioni private, come la Thoresen Chess Engines Competition (TCEC).